# 폰잔
폰잔(일본어: ポンジャン)은 일본에서 플레이되는 마작 테이블 게임의 어린이용 버전으로 돈자라라고도 알려져 있다. 폰잔(영어로 폼 종으로도 표기)에는 자동차, 보트, 비행기의 세 가지 종류의 타일이 있다. 폰잔은 트리플렛을 부르는 단어인 '폰' 또는 '퐁'과 마작의 두 번째 음절인 '잔' 또는 '종'의 합성어이다. 돈자라는 반다이의 등록 상표 버전으로, 돈자라는 일반적으로 특정 라이선스 에디션을 위해 프랜차이즈 라이선스를 획득한다. 가장 잘 알려진 에디션은 도라에몽이지만, 아즈망가 돈자라 대왕은 가장 잘 알려진 비디오 게임 각색일 것이다. 타카라 토미도 포켓몬과 미키 마우스를 포함한 폰잔의 라이선스 버전을 생산한다. 이 게임은 2인에서 4인까지 플레이할 수 있다.
2021년 3월 기준으로 반다이 남코는 1984년 이후 392만 대를 판매했다.

## 게임플레이

### 폰잔
리치 마작과 유사하게 플레이어는 '야쿠' 또는 승리 핸드를 달성하려고 한다. 폰잔에서 기본적인 야쿠는 3개의 타일로 구성된 3세트이며, 각 세트는 3개의 동일한 타일을 포함한다. 폰잔의 시작 핸드는 리치 마작의 13개 타일과 달리 8개의 타일뿐이다.
이름에서 알 수 있듯이 폰잔은 마작과 달리 플레이어가 치(chii), 즉 인접한 플레이어의 버림패에서 런을 부를 수 없지만 폰(pon)은 할 수 있다. 폰잔에는 세트의 타일 중 하나를 대체할 수 있는 조커 타일도 포함되어 있다.
기본적인 게임플레이 루프는 자신의 턴에 타일을 뽑고 버리거나, 다른 사람의 턴에 폰을 부르고 세트를 테이블의 플레이어 쪽에 앞면이 보이도록 놓는 것으로 구성된다.

### 돈자라
돈자라의 기본적인 게임플레이 루프는 폰잔과 동일하지만, 고유한 야쿠에 훨씬 더 중점을 둔다. 돈자라 에디션은 표준화된 타일 수, 슈트, 조커 또는 야쿠를 가지고 있지 않으며, 평균 세트에는 3개의 명예 타일과 1개의 조커를 포함하여 84개의 타일이 있다. 일부 라이선스 에디션에는 번호가 매겨진 타일이 없을 수도 있다.
야쿠는 일반적으로 라이선스 에디션의 프랜차이즈를 참조한다. 예를 들어:
돈자라 네오 원피스 (만화)에서 슈트는 밀짚모자 해적단, 최악의 세대 해적단, 사황, 해군, 혁명군으로 나뉜다. "대집결 세트"는 단일 슈트에서 9개의 타일을 나타낸다. 일부 슈트에는 이 야쿠를 달성하기에 충분한 조각이 없으므로 특별한 슈트 없는 루피 타일이 조커 역할을 하여, 그가 최악의 세대의 일원이자 "다섯 번째 사황"으로서 부여받은 칭호를 주제적으로 나타낸다.
돈자라 네오 귀멸의 칼날에서 5개의 슈트가 15개 있으며, 각 슈트는 시리즈의 캐릭터이다. "렌고쿠의 친구 세트"는 렌고쿠 쿄쥬로의 트리플렛과 카마도 탄지로, 아가츠마 젠이츠 또는 하시비라 이노스케 중 두 개의 트리플렛이다. 이 그룹은 시리즈의 무한 열차 편 주인공들을 나타낸다.

## 디지털 에디션
폰잔은 DSiWare와 WiiWare에서 토미 버전의 디지털 에디션이 출시되었다. 돈자라의 여러 비디오 게임 에디션도 존재하며, 가장 주목할 만한 것은 PSX용 아즈망가 돈자라 대왕이다. 게게게의 기타로도 슈퍼 패미컴용 돈자라 게임을 가지고 있다. 돈자라는 Tales of Fandom vol. 2와 같은 다른 반다이 및 남코 게임에서 미니게임으로 등장한다.
돈자라는 또한 많은 비공식 동인 소프트웨어 게임도 가지고 있다.

## 같이 보기
- 일본의 게임 목록